# Такаги, Михо
Михо Такаги (яп. 髙木 美帆; 22 мая 1994) — японская конькобежка, участница зимних Олимпийских игр 2010, 2018 и 2022 года. Двукратная олимпийская чемпионка, чемпионка мира в классическом многоборье (2018), двукратная чемпионка мира в спринтерском многоборье (2020 и 2024), пятикратная чемпионка мира на отдельных дистанциях, 3-кратная победительница Азиатских игр, рекордсменка мира на дистанции 1500 метров.

## Биография
Михо Такаги начала кататься на коньках в возрасте 5-ти лет в Обихиро под влиянием своих старших брата Дайсуке и сестры Наны. Но также с 7-ми лет занималась футболом в младших классах средней школы Хатокати. Когда была студенткой, она была выбрана для участия в тренировочном лагере Японской футбольной ассоциации, но решила остаться в конькобежном спорте.
В 14 лет дебютировала на чемпионатах мира среди юниоров. Становилась четыре раза второй в командной гонке на юниорских чемпионатах в 2009, 2010, 2011 и 2012 годах. В 2012 году выиграла чемпионат мира среди юниоров в многоборье, на отдельных дистанциях была первой на 1000 м и третьей на 500 м. В возрасте 15-ти лет она была включена в сборную Японии по конькобежному спорту.
На Олимпийских играх 2010 года в Ванкувере 15-летняя Такаги была самой молодой участницей. Участвовала на двух дистанциях, став 23-й на 1000 м и 35-й на 1500 м. В том же году она поступила в Коммерческую среднюю школу Обиконан. В 2011 году стала третьей в командной гонке на Зимних Азиатских игр, которые проходили в Астане. На чемпионате мира на отдельных дистанциях в Инцелле стала 4-й в командной гонке, 12-й на 1500 м и 18-й на 1000 м.
В 2012 году выиграла чемпионат Азии в классическом многоборье. Приняла участие как на чемпионате мира в спринтерском многоборье, так и на чемпионате мира в классическом многоборье, став 19-й и 14-й соответственно. В 2013 году заняла 10-е место в спринте на чемпионате мира в Солт-Лейк-Сити и 7-е в командной гонке преследования на чемпионате мира на отдельных дистанциях в Сочи.
Такаги не попала на олимпиаду в Сочи 2014 года, так как она поехала в Токио учиться в университете. Однако заняла лишь 5-е место на Олимпийском отборе. В январе 2014 года на чемпионате Азии заняла 2-е места на дистанциях 1500 и 3000 метров и в марте поднялась на 12-е место в общем зачёте на чемпионате мира в классическом многоборье в Херенвене. Через год Такаги впервые выиграла «золото» на чемпионате мира в Херенвене в командной гонке преследования. После выступила на чемпионате мира в классическом многоборье в Калгари и заняла там 11-е место.
В 2016 году она выиграла все 4 турнира всеяпонского чемпионата и впервые за 14 лет стал 7-м полноценным чемпионом в истории. Позже смогла выиграть серебряную медаль в командной гонке и бронзовую в масс-старте на чемпионате мира в Коломне и подняться на 6-е место на чемпионате мира в классическом многоборье в Германии. В начале 2017 года на зимних Азиатских играх в Саппоро она завоевала три золотых медали в забегах на 1500 и 3000 м, а также в масс-старте.
Очередную медаль Такаги выиграла на чемпионате мира в Канныне, завоевав «бронзу» в забеге на 1500 метров. В марте 2017 года выиграла бронзовую медаль в многоборье на чемпионате мира в Хамаре, а также заняла 2-е место в общем зачёте Кубка мира сезона 2016/17. В октябре Михо заняла 1-е места на дистанциях 1000, 1500 и 3000 м на Всеяпонском чемпионате, а затем подряд на 4-х этапах Кубка мира в Херенвене, Ставангере, Калгари и Солт-Лейк-Сити стала первой на дистанции 1500 м.
В феврале 2018 года на зимней Олимпиаде в Пхёнчхане Такаги завоевала серебряную медаль в забеге на 1500 м, бронзовую на 1000 м и золотую медаль в командной гонке и стала первой японкой, завоевавшей медали всех трёх цветов на одной Олимпиаде, летней и зимней.
Следом на чемпионате мира в Амстердаме завоевала золотую медаль в классическом многоборье и стала первой японкой, выигравшей чемпионат мира в многоборье. В финале Кубка мира на дистанции 1500 метров. 2019 год стал вновь медальным для Такаги. На чемпионате мира в Инцелле заняла 1-е место в командной гонке преследования и 2-е место в забеге на 1500 м, а в Херенвене на чемпионате мира в спринтерском многоборье выиграла «серебро».
В конце 2019 года на Всеяпонском чемпионате в третий раз подряд сделала хет-трик, одержав победы на дистанциях 1000, 1500 и 3000 метров. В 2020 году на чемпионате мира в Солт-Лейк-Сити выиграла «золото»
в командной гонке и «бронзу» на дистанции 1000 м. На чемпионате мира в спринтерском многоборье в Хамаре стала абсолютной чемпионкой в многоборье.
На Олимпийских играх в феврале 2022 года в Пекине Михо на дистанции 1500 метров завоевала серебряную медаль, финишировав с отставанием от победительницы Ирен Вюст на 1,44 сек. Также стала серебряным призёром в эстафете и на дистанции 500 метров, а на дистанции 1000 метров выиграла золото.
В марте Такаги стала серебряным призёром в многоборье на чемпионате мира в классическом многоборье в Хамаре и выиграла Кубок мира на дистанции 1500 метров. В сентябре 2022 года Михо заявила, что уходит из команды «Нитай Тайсики» и будет тренироваться отдельно со своим тренером Йоханом де Витом.
В марте 2023 года на чемпионате мира на отдельных дистанциях в Херенвене выиграла бронзовые медали в забегах на 1000 м и 1500 м, а также заняла 6-е место на дистанции 500 м.
На чемпионате мира на отдельных дистанциях 2024 года в Калгари выиграла золото на дистанциях 1000 и 1500 метров, а также бронзу в командной гонке. На счету Такаги стало 14 наград чемпионатов мира на отдельных дистанциях (5+3+6).

## Личная жизнь
Михо Такаги училась в средней школе Татацунай в Макубецу, коммерческой средней школе Обихиро Минами и окончила Японский университет спортивной науки в 2017 году на факультете физического воспитания Иокогама и там же работала в отделе по связям с общественностью. Старшая сестра Михо — Нана Такаги также конькобежка, вместе с сестрой участвовала в командных гонках. Отец Айтока Такаги был наёмным рабочим и работал на производителя сельскохозяйственной техники, а также был поклонником актрисы Михо Накаямы, поэтому назвал свою дочь именем Михо. Она увлекается головоломками. В 2019 году Михо участвовала в рекламе женской конькобежной компании «Wacoal Co., Ltd», рекламируя спортивные бюстгальтеры.

## Награды
- 2010, 2014 года — получила почетную награду гражданина в Макубецу
- 2014 год — удостоена награды за выдающиеся достижения на ежегодной спортивной премии Олимпийского комитета Японии
- 2016 год — назвала лучшей фигуристкой сезона 2015/16 Федерацией фигурного катания Японии
- 2017 — удостоена специальной награды «Лучшее достижение года» на ежегодной спортивной премии Олимпийского комитета Японии
- 2018 — получила почетную награду гражданина Хоккайдо
- 2018 — получила спортивную почетную награду города Йокогама
- 2018 — получила спортивную премию Кодзуки от Фонда Кодзуки
- 2019 — награждена Кубком JOC [Самому ценному игроку] Федерацией фигурного катания Японии
- 2019 — получила награду «Big Sports Award» на 54-й церемонии вручения премии Asahi TV Big Sports Awards в Японии
- 2019 — избрана одним из символов Олимпийского комитета Японии [JOC]
- 2022 — получила награду «City Sports Honor Award» от Спортивной ассоциации
- апрель 2022 — награждена Медалью с Пурпурной лентой[14]